# AlmereGrid
AlmereGrid is de naam van een Nederlandse stichting, die in Almere een zogeheten "CityGrid" bouwt, eveneens met de naam "AlmereGrid". Dit project, dat in zijn opzet het eerste is in zijn soort, is erop gericht om particulieren en bedrijven in Almere computertijd beschikbaar te laten stellen aan wetenschappelijk onderzoek van universiteiten en bedrijven in de omgeving. Hiervoor worden de computers van burgers, bedrijven en organisaties in een "ComputerGrid" opgenomen. Die kunnen dan gezamenlijk aan een programma werken. Ieder willekeurig computersysteem is geschikt om aan het project deel te nemen.
Het project benut de techniek van Grid computing. Behalve dat AlmereGrid de mogelijkheid biedt om de wetenschap een handje te helpen, is het ook een proeftuin waar allerlei nieuwe Grid-technologie wordt getest. De stichting streeft ernaar om om in een jaar tijd tweehonderd particuliere en bedrijfscomputers te hebben aangesloten op het netwerk. Het initiatief is gestart in de Almeerse Staatsliedenwijk, waar de bewoners de beschikking hebben van een snel glasvezelnetwerk. Dit maakt bijvoorbeeld medische beeldverwerking mogelijk, iets wat via het algemene internet niet kan.
Begin 2006 wordt het AlmereGrid gebruikt voor onderzoek aan het Erasmus MC in Rotterdam. Dit onderzoekt verouderingsprocessen van botten. Hiertoe worden nauwkeurige CT-scans gemaakt. Deze worden verwerkt en geanalyseerd met behulp van het Grid. De Vrije Universiteit Amsterdam heeft in AlmereGrid ook interesse getoond, en wil het gaan gebruiken om onderzoek te doen naar tweelingen. Met statistische methoden kunnen allerelei invloeden op bijvoorbeeld cognitieve vaardigheden van mensen worden geanalyseerd.
AlmereGrid wil ook de rekencapaciteit aan de burgers en bedrijven zelf ter beschikking te stellen. Burgers kunnen dan bijvoorbeeld een snelle MPEG encoder gebruiken. Bedrijven kunnen technisch analyses via bijvoorbeeld spreadsheets snel op het Grid uitvoeren.
AlmereGrid doet mee aan een business experiment in het Europese project BEinGRID. Hierin werd een test gedaan met een Grid gebaseerde back-up voor het MKB.
Vanaf 1 januari 2008 neemt AlmereGrid deel aan het EDGeS project waar BOINC en XtremWeb gebaseerde Desktop Grids worden verbonden met Service Grids zoals EGEE: een Grid waaraan ook SARA en NIKHEF in Amsterdam medoen.